# طرديلن سوري
طرديلن سوري أو طرذيلن سوري (الاسم العلمي: Tordylium syriacum) هو نوع غير مؤكد من النباتات يتبع جنس الطرديلن من الفصيلة الخيمية.

## الموطن والانتشار
موطن هذا النوع بلاد الشام.